# النافع (أسماء الله الحسنى)

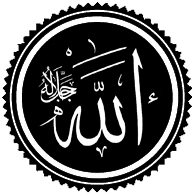

النافع

## لغويا
| النافع (أسماء الله الحسنى) | النافع عكسها الضار | النافع (أسماء الله الحسنى) |

نفَعَ يَنفَع، نَفْعًا، فهو نافِع، والمفعول مَنْفوع: 				 				
• نفَع غيرَه/ نفَعه بكذا أفادَه، صنَع له خيرًا، عكسه ضرَّ «بقَدْر لُغات المرء يكثر نفْعه: للحثِّ على التَّعليم والمعرفة، - ما ينفع الكبدَ يضرّ الطّحّالَ: ما يعود بالنَّفع على أحد من النَّاس قد يعود بالضَّرر على غيره، - ومن العداوة ما ينالك نفعهُ... ومن الصَّداقة ما يضرُّ ويؤلِمُ، - {وَأَمَّا مَا يَنْفَعُ النَّاسَ فَيَمْكُثُ فِي الأَرْضِ} - {يَدْعُو لَمَنْ ضَرُّهُ أَقْرَبُ مِنْ نَفْعِهِ}».

## أسماء الله الحسنيوصفاته
الله سبحانه هو النافع الذي يصدر منه الخير والنفع في الدنيا والآخرة قال الله﴿يَدْعُو لَمَنْ ضَرُّهُ أَقْرَبُ مِنْ نَفْعِهِ﴾ ".،، فلا ضر ولا نفع ولا شر ولا خير إلا وهو بإرادة الله، ولا ينسب الشر إليه إنما ينسب دفع الشر فما أصابك من نعمة فمن الله وما أصابك من سيئة فمن نفسك، فلا تظن أن السم يقتل بنفسه وأن الطعام يشبع بنفسه بل الكل من أمر الله وبفعل الله، والله قادر على سلب الأشياء خواصها، فهو الذي يسلب الإحراق من النار، كما قيل عن قصة إبراهيم (قُلْنَا يَا نَارُ كُونِي بَرْدًا وَسَلَامًا عَلَىٰ إِبْرَاهِيمَ)، والضار النافع وصفان
ومن المعلوم أن أسماء الله توقيفية، بمعنى أن الله لا يسمى إلا بما سمى به نفسه في كتابه، أو سماه به رسوله صلى الله عليه وسلم في سنته، ولا نعلم دليلاً من الكتاب أو حديثا صحيحاً من السنة بإثبات الاسم المشار إليه.

## وصلات خارجية
- حلقات شرح أسماء الله الحسنى لمحمد راتب النابلسي ألقيت في جامع الحمد
- شرح أسماء الله الحسنى
- آيات القرآن في أسماء الله الحسنى ومعانيها باللغة الإنجليزية وصورهم بالخط العربي
- أسماء الله الحسنى